# Cerreto di Spoleto
Cerreto di Spoleto este o comună din provincia Perugia, regiunea Umbria, Italia, cu o populație de 975 locuitori (1 ianuarie 2023) și o suprafață de 74,78 km².

## Demografie
Cerreto di Spoleto - evoluția demografică

|  | Graficele sunt indisponibile din cauza unor probleme tehnice. Mai multe informații se găsesc la Phabricator și la wiki-ul MediaWiki. |

Date: Recensăminte sau birourile de statistică - grafică realizată de Wikipedia